# Tayloria novae-valesiae
Tayloria novae-valesiae là một loài rêu trong họ Splachnaceae. Loài này được (Müll. Hal.) Watts & Whitel. mô tả khoa học đầu tiên năm 1906.